# 電波利用高度化政策 (日本)
この項目では、日本国内における電波利用の高度化政策について述べる。

## 概説
電波は、波長の違いにもよるが、国境を簡単に越えていく。このため、国際連合の付属機関である国際電気通信連合（ITU）により、世界の地域ごとに使える周波数帯が決められており、国家は、その与えられた枠内でそれぞれの用途に割り当てを行っている。
しかし近年、携帯電話や無線LANの普及により、日本を始め各国で周波数帯の割り当てが逼迫する状況となってきた。そこで、技術革新などにより、電波利用者が使える周波数帯を節約し、より多くの需要に対応できるようにするのが、電波利用の高度化である。
日本国内で特にメジャーな電波の利用法は、テレビジョン放送と携帯電話であり、特にこの2つで現在高度化に向けた動きが進んでいる。両者の周波数帯は一部で連続しており、高度化策完了後は一括して再編成がなされることになっている。

## テレビジョン放送における高度化
日本におけるアナログ式テレビジョン放送は、NTSC方式を採用し、一チャンネルで6MHz分を使用する。しかし、近年携帯電話が急速に普及してきたこともあり、旧郵政省（現在の総務省）は、海外の動きも受け、テレビジョン放送をデジタル化することを決定。技術的には、既にアナログ衛星ハイビジョン放送において電波の送受信以外がデジタル化されていたことから、送受信部もデジタル化することで対応した。これが、日本におけるデジタルテレビジョン放送の方式となっているISDB方式である。
まず、CS衛星波テレビジョン放送からデジタル化が始まり、完了。当時は、契約者だけが確実に視聴できるようにすることが導入の目的であった。その後、2000年12月1日にはBS衛星波テレビジョン放送で、そのちょうど3年後には地上波テレビジョン放送で、それぞれデジタル化がスタート。この時には著作権・視聴者情報管理システムとして新たにB-CASシステムが導入された。
また、衛星波テレビジョン放送においては、1つのチャンネルを複数に区切って、そのパーティションごとにチャンネルを割り当てることによって、視聴できるチャンネル数を増やす方式が採られた。
2011年7月24日、東日本大震災の影響で猶予処分となった東北3県以外で、NTSC方式のアナログテレビジョン放送は終了。岩手県・宮城県・福島県についても、2012年3月31日で終了となった。これにより、まず地上波VHFの70MHz分（周波数：90〜108MHz及び170〜222MHz）が解放され、用途変更される。そして2012年7月24日までに、携帯電話などが利用する通称“800MHz帯”（周波数：770〜960MHz）に隣接するUHFの53ch〜62chに相当する60MHz分（周波数：710〜770MHz）もテレビジョン放送用としては利用できなくなる。これらの措置により、地上波テレビジョン放送が使用する周波数帯は、合計130MHz分減り、従前の3分の2に圧縮される。

### テレビデジタル化後の動向
地上波のデジタル化に関しては、既に実用化されている衛星放送のデジタル変調を使用することにより、利用者が一斉に設備を買い換えるなどの負担が少なく、また世界初の完全衛星放送実施国となる事が出来、全ての地上波帯域も開放しつつ移行可能であったが、結果的に消費者の負担と資源や廃棄物による環境への負担が増しただけであった。
しかし、衛星放送については
- 衛星が故障したときに提供できるサービス容量が減るほか、地上波のようにすぐには復旧対応できない
- 全国一律放送のため地域ごとの肌理細かな情報提供ができない

という問題がある。これは東日本大震災によって露呈されることとなった。こうした事情もあり、アナログテレビジョン放送終了直前に実施された放送法改正では、地上波が最も基本的な“プライムメディア”（基幹放送）として位置づけられ、衛星放送については同じ基幹放送でも地上波を補完する位置付けとなった。
一方で、このテレビデジタル化により、従前携帯電話会社が行ってきた動画配信サービスが、通信容量確保などの観点からワンセグサービスとは異なる新たな「放送」サービスに移行する動きもある。
- 2012年4月、NTTドコモが出資するmmbi社がその実施媒体として国の認定を受けて“NOTTV”（ノッティーヴィー）の名称でスマートフォン向けにサービスが開始[2]。
- 2015年11月、NOTTVは2016年6月30日にサービス終了予定と発表[3][4]。

## 携帯電話における高度化
テレビジョン放送の場合、電波を送り出す側は国の免許政策によってある程度数が決まっており、数が流動化しているのは視聴者の側である。これに対し、携帯電話の場合は、1台1台が電波を出したり受けたりしているため、テレビジョン放送とは異なる高度化のやり方を取らなければならない。
即ち、使用周波数帯自体の圧縮は不可能で、1台1台が使う周波数帯を節約するとともに、新たな需要に対応するため周波数帯を割り当てる必要がある。
端末側の高度化策としては、通信方式の改良によって、1秒あたりにやり取りすることができる情報量を増やす方法しかない。第2世代携帯電話を代表するPDC方式では、やり取りできる情報量は最大でも28.8キロビット/秒であるが、第3世代携帯電話を代表するW-CDMA方式では、最大量がその10倍以上となっている。現在は更に改良が進み、PDC基準で100倍以上の情報量を処理できる第4世代携帯電話がメインとなりつつある。
周波数帯の割り当てとしては、より高い帯域を新規に割り当てるとともに、ユーザーの次世代移行を促し、空いた既存の周波数帯を再利用することも行っている。日本の3大携帯電話事業者（NTTドコモ・KDDI（auブランド。連結子会社の沖縄セルラー電話を含む）・ソフトバンクモバイル）の内、ソフトバンクモバイルは第二世代サービスを2009年度末に終了。NTTドコモは2011年度末に“800MHz帯”を使用する第二世代サービス「mova」を終了、KDDIも「cdmaOne」等の“旧800MHz帯”の使用を2012年7月22日をもって終了した。この帯域の免許有効期限は、テレビジョン放送帯域60MHz分完全解放の日と同じである。

## その他の高度化
その他の無線通信においても、情報漏洩防止や周波数帯節約を目的として、デジタル化が進められている。